# Physica D
Physica D : Nonlinear Phenomena est une importante revue scientifique créée en 1980. Elle publie des articles traitant des phénomènes non linéaires, à la fois en physique, en chimie, en biologie, en sciences sociales. Ces phénomènes non linéaires concernent des équations de champs, des systèmes dynamiques chaotiques et tous les outils mathématiques utiles à l’étude de systèmes non linéaires. Le développement de cette revue a été beaucoup lié à l’émergence de la recherche sur la théorie du chaos à partir des années 1980-1990.

## Articles célèbres
- Alan Wolf, Jack Swift, Harry Swinney et John Vastano, « Determining Lyapunov exponents from a time series », n°16, 1985
- Chris Langton, « Computation at the edge of chaos: phase transitions and emergent computation », n°42, 1990
- Martin Casdagli, Stephen Eubank, J. Doyne Farmer et John Gibson, « State space reconstruction in the presence of noise », n°1, 1991
- Celso Grebogi, Edward Ott et James Yorke, « Crises, sudden changes in chaotic attractors, and transient chaos », n°7, 1983
- Liangyue Cao, « Practical method for determining the minimum embedding dimension of a scalar time series », n°110, 1997